# Никола Булгуров
Никола Христов Булгуров (Болгуров) е български революционер, деец на Вътрешната македоно-одринска революционна организация.

## Биография
Никола Булгуров е роден в Чирпан през 1887 година. Взема участие в битката при Ножот на 14 юли 1907 година като четник на Михаил Чаков.
През Балканската война е доброволец в Македоно-одринското опълчение, в 3-та рота на 6-а Охридска дружина
През Първата световна война е в редиците на 14-а рота в Тридесет и девети пехотен солунски полк на Българската армия. Загива на 15 ноември 1916 година при сражения на завоя на река Черна. Погребан е в село Ченгел.